# Homaloptera zollingeri
Homaloptera zollingeri es una especie de peces de la familia Balitoridae en el orden de los Cypriniformes.

## Morfología
• Los machos pueden llegar alcanzar los 10 cm de longitud total.

## Distribución geográfica
Se encuentran en las cuencas de los ríos Mekong y Chao Phraya, la Península de Malaca e Indonesia.

## Hábitat
Es un pez de agua dulce.